# Partido Federalista (Estados Unidos)
O Partido Federalista foi um partido político dos primeiros decénios dos Estados Unidos, activo de 1792 a 1816.
Foi criado durante o primeiro governo Washington (1789-1793) para apoiar a política fiscal do secretário do Tesouro Alexander Hamilton, sendo o partido favorável a um Estado federal forte, a uma constituição leve, e a uma economia mais mercantil, ou seja, menos agrícola.
Os seus primeiros dirigentes foram John Adams e Alexander Hamilton, mas a sua grande referência é George Washington. Entre todos os seus membros quem exerceu a maior influência a longo prazo foi o presidente da Corte Suprema dos Estados Unidos da América, John Marshall.
Opunha-se ao Partido Democrata-Republicano de Thomas Jefferson e James Madison.
De 1793 a 1815, o que cobre a maior parte do período em que o partido existiu, a França e o Reino Unido (como Reino Unido da Grã-Bretanha até 1801) foram protagonistas de graves conflitos: a Revolução Francesa e as guerras napoleónicas. Estes conflitos ameaçaram continuamente a América do Norte, e os dois partidos políticos distinguiam-se na sua atitude dos seus protagonistas. Os federalistas admiravam o Reino Unido e eram-lhe favoráveis, e os Democratas-Republicanos opunham-se à monarquia britânica e apoiavam a França republicana (até à posse de Napoleão como imperador em 1804). Após 1804 os Republicanos continuaram a opor-se ao Reino Unido mas foram mais hostis à França por causa da rejeição de Napoleão do republicanismo.
Os federalistas chefiaram o governo durante toda a década de 1790, e em 1798 prepararam o país para a potencial batalha com a França. Surgiu uma guerra naval chamada de quase guerra, sem combate terrestre. Os Democratas-Republicanos opuseram-se vigorosamente aos projetos belicistas dos federalistas e conseguiram conquistar o Congresso e a presidência na eleição de 1800. Os federalistas retiraram-se para os seus bastiões eleitorais da Nova Inglaterra até que a guerra de 1812 provocou oposição suficiente à política dos Republicanos. Mas os federalistas não souberam conservar a vantagem e os resultados eleitorais declinaram um pouco por todo o lado até ao final da guerra em 1815.